# Lurdes Gloria Manuel
Lurdes Gloria Manuel (* 12. Juli 2005 in Ostrava) ist eine tschechische Sprinterin, die sich auf den 400-Meter-Lauf spezialisiert hat.

## Sportliche Laufbahn
Erste internationale Erfahrungen sammelte Lurdes Gloria Manuel im Jahr 2022, als sie bei den U18-Europameisterschaften in Jerusalem in 53,61 s die Silbermedaille über 400 Meter gewann. Zudem wurde sie dort mit der tschechischen Sprintstaffel (1000 Meter) disqualifiziert. Im Jahr darauf siegte sie bei den U20-Europameisterschaften ebendort in 51,94 s über 400 Meter und gewann mit der 4-mal-400-Meter-Staffel in 3:34,84 min die Bronzemedaille. 2024 verpasste sie bei den Hallenweltmeisterschaften in Glasgow mit der Staffel mit 3:28,57 min den Finaleinzug und bei den World Athletics Relays im Mai in Nassau wurde sie in 3:27,76 min Dritte im C-Lauf in der 2. Qualifikationsrunde über 4-mal 400 Meter und verpasste damit die Direktqualifikation für die Olympischen Spiele in Paris. Anschließend belegte sie bei den Europameisterschaften in Rom in 50,52 s den vierten Platz über 400 Meter. Im August schied sie bei den Olympischen Sommerspielen in Paris mit 51,42 s im Halbfinale über 400 Meter aus, ehe sie bei den U20-Weltmeisterschaften in Lima in 51,29 s die Goldmedaille gewann. Im Jahr darauf belegte sie bei den Halleneuropameisterschaften in Apeldoorn in 51,38 s den vierten Platz über 400 Meter und gewann mit der Frauenstaffel in 3:25,31 min gemeinsam mit Lada Vondrová, Nikoleta Jíchová und Tereza Petržilková die Bronzemedaille hinter den Teams aus den Niederlanden und dem Vereinigten Königreich.
2024 wurde Manuel tschechische Meisterin im 400-Meter-Lauf sowie 2024 und 2025 Hallenmeisterin im 200-Meter-Lauf.

## Persönliche Bestzeiten
- 200 Meter: 23,46 s (−1,3 m/s), 26. Mai 2024 in Zlín
  - 200 Meter (Halle): 23,21 s, 23. Februar 2025 in Ostrava
  - 300 Meter (Halle): 37,31 s, 23. Januar 2024 in Prag (europäische U20-Bestleistung)
- 400 Meter: 50,52 s, 10. Juni 2024 in Rom (tschechischer U20-Rekord)
  - 400 Meter (Halle): 51,15 s, 16. Februar 2025 in Toruń